# Carinocythereis antiquata
Carinocythereis antiquata is een mosselkreeftjessoort uit de familie van de Trachyleberididae. De wetenschappelijke naam van de soort is voor het eerst geldig gepubliceerd in 1850 door Baird.